# Scoglio di Pietra Patella
Lo scoglio di Pietra Patella o semplicemente Pietra Patella (Rocca Pateddra in siciliano) è un'isola dell'Italia sita nel mar Mediterraneo, in Sicilia.
Amministrativamente appartiene al comune di Agrigento, ma si trova al confine tra questo e il comune di Palma di Montechiaro.
Si trova a circa 600 m da Punta Bianca.